# Cratere Bellicia
Bellicia è un cratere sulla superficie di 4 Vesta.